# Bronkhorstspruit
Bronkhorstspruit ist eine Stadt in der Metropolgemeinde Tshwane in der südafrikanischen Provinz Gauteng. Sie liegt 45 Kilometer östlich von Pretoria an der Nationalstraße N4, an der Grenze zur Provinz Mpumalanga in 1375 Metern Höhe. 2011 hatte sie 3720 Einwohner.

## Geschichte
Am 20. Dezember 1880 fand hier einer der ersten ernsthaften Kampfhandlungen des Ersten Burenkrieges statt (Gefecht von Bronkhorstspruit). 156 getöteten oder verwundeten britischen Soldaten standen 7 Tote oder Verwundete auf Burenseite gegenüber. 1894 wurde hier an der Delagoabahn eine Bahnstation errichtet; 1905 erfolgte die Stadtgründung. Benannt ist sie nach der Farmerfamilie Bronkhorst, die hier ab 1858 siedelte.

## Sehenswürdigkeiten
- Nan Hua Temple, der größte buddhistische Tempel der südlichen Hemisphäre. Hier liegt auch der südafrikanische Hauptsitz des buddhistischen Ordens Fo Guang Shan.
- Bronkhorstspruit Dam Nature Reserve[2]